# Mount Kaweah
Mount Kaweah – wybitny szczyt w USA, w środkowej części stanu Kalifornia, położony około 35 km na zachód od miasta Lone Pine na terenie hrabstwa Tulare w Sequoia National Park. Mount Kaweah jest jednym z najwyższych szczytów w górach Sierra Nevada i leży w odległości około 18 km na zachód od najwyższego Mount Whitney.